# Biserica romano-catolică din Brebu Nou

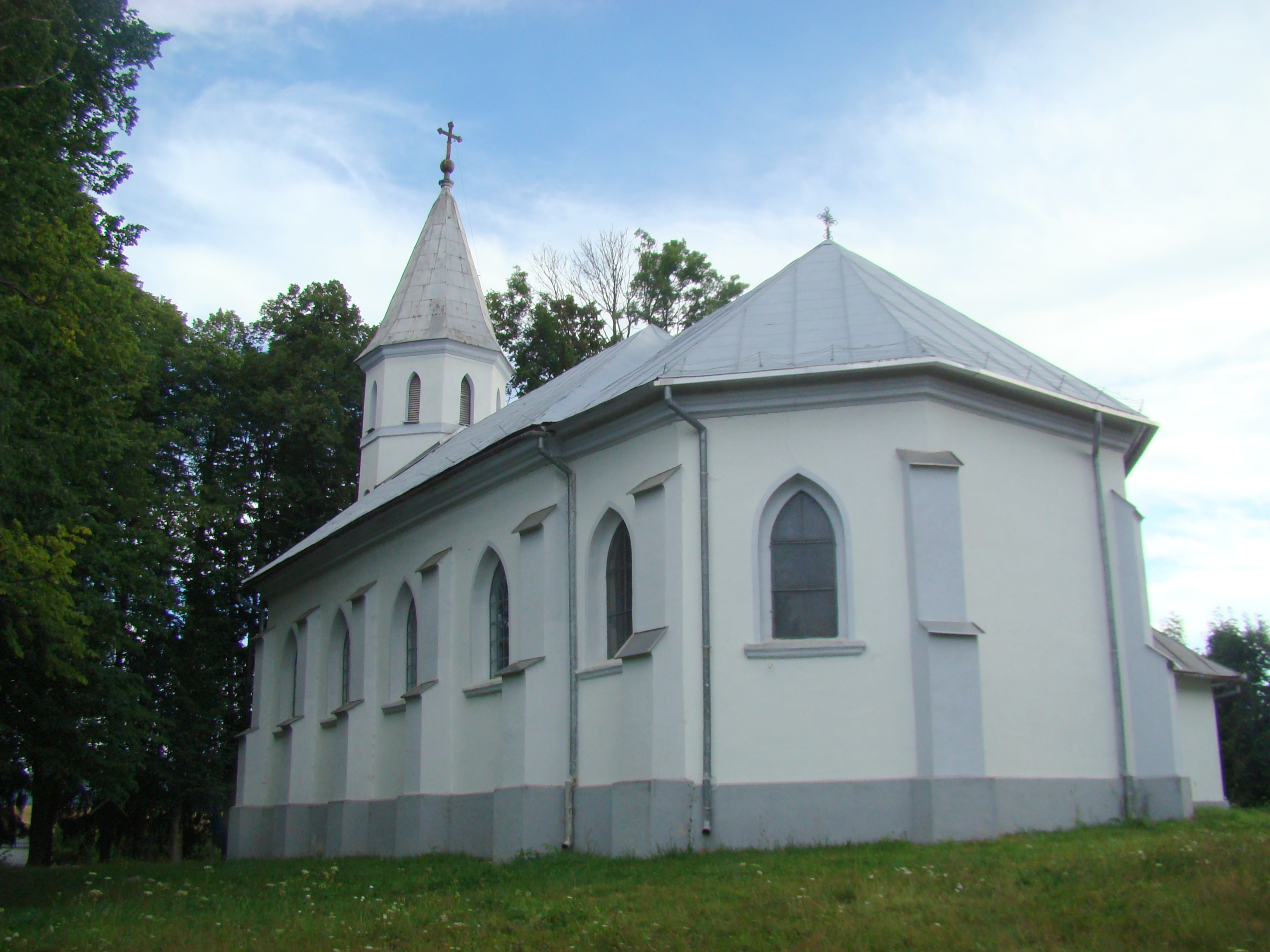
Biserica romano-catolică din Brebu Nou (iulie 2015)

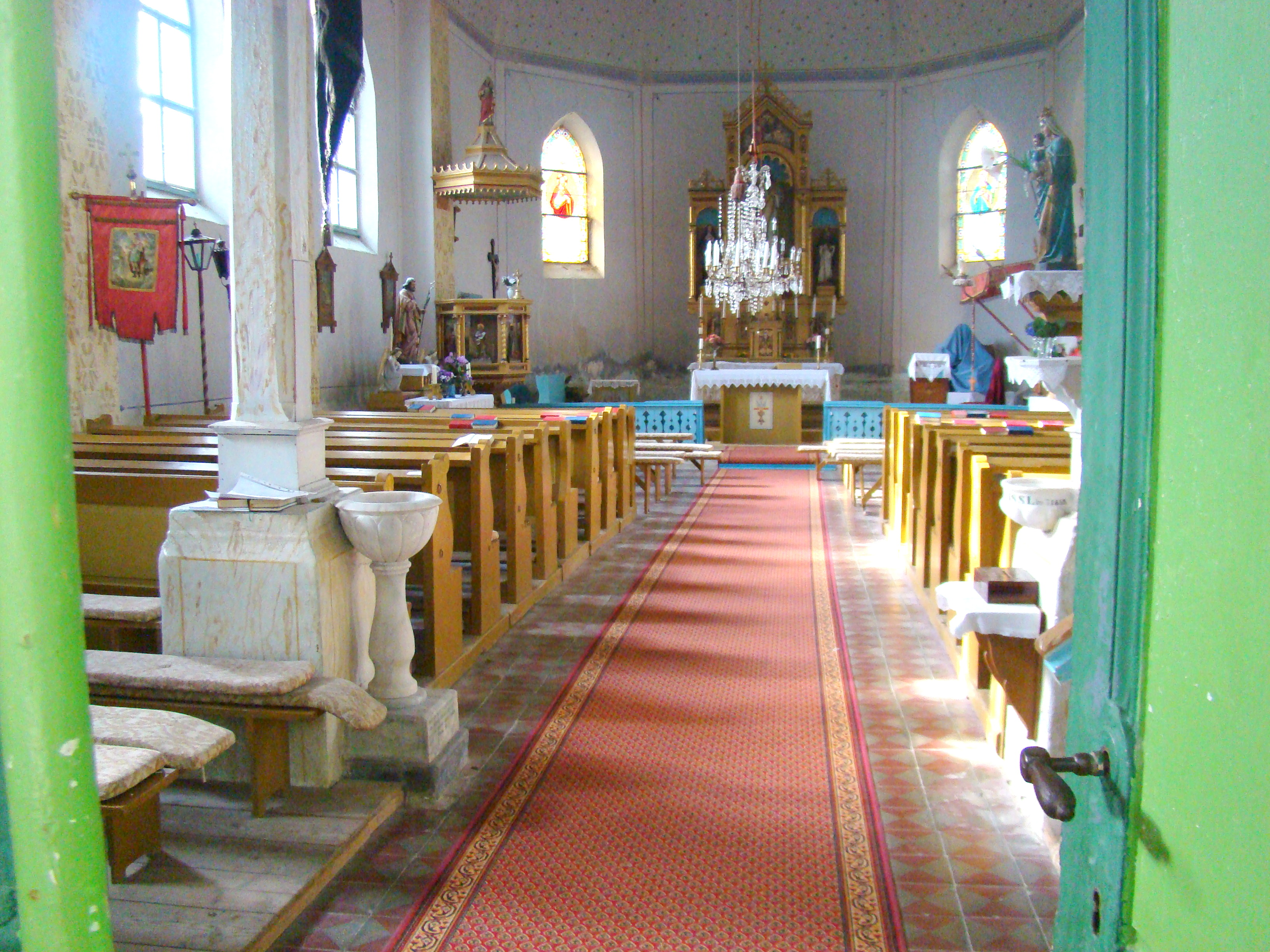
Nava spre altar

Biserica romano-catolică din Brebu Nou este un lăcaș de cult aflat pe teritoriul satului Brebu Nou, comuna Brebu Nou, județul Caraș-Severin. Are hramul „Sfântul Gallus” (16 octombrie).

## Localitatea
Brebu Nou (în germană Weidenthal, în maghiară Temesfö) este satul de reședință al comunei cu același nume din județul Caraș-Severin, Banat, România. Satul Brebu Nou este atestat documentar în anul 1828 cu numele Vaidental.

## Biserica
Biserica a fost construită la mijlocul secolului al XIX-lea (terminată în 1858). Ultimele lucrări majore de reparații au avut loc în anul 2007. Patronul spiritual al bisericii este Sfântul Gallus.
În biserică se organizează periodic evenimente culturale, mai ales recitaluri de muzică.
Tot aici este organizată în fiecare an, cea mai îndrăgită tabără pentru tineri de pe teritoriul Diecezei de Timișoara.

## Imagini din interior

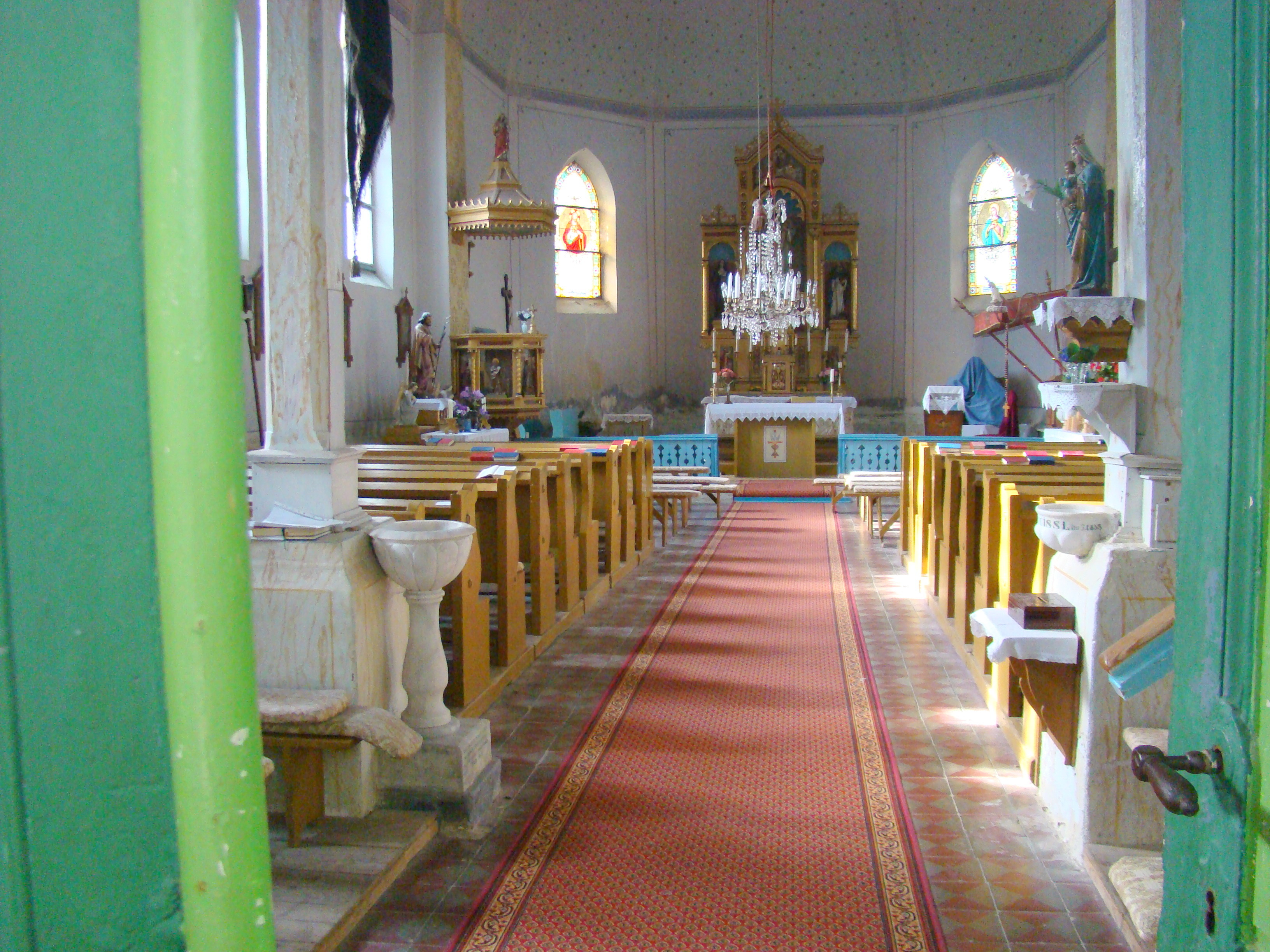
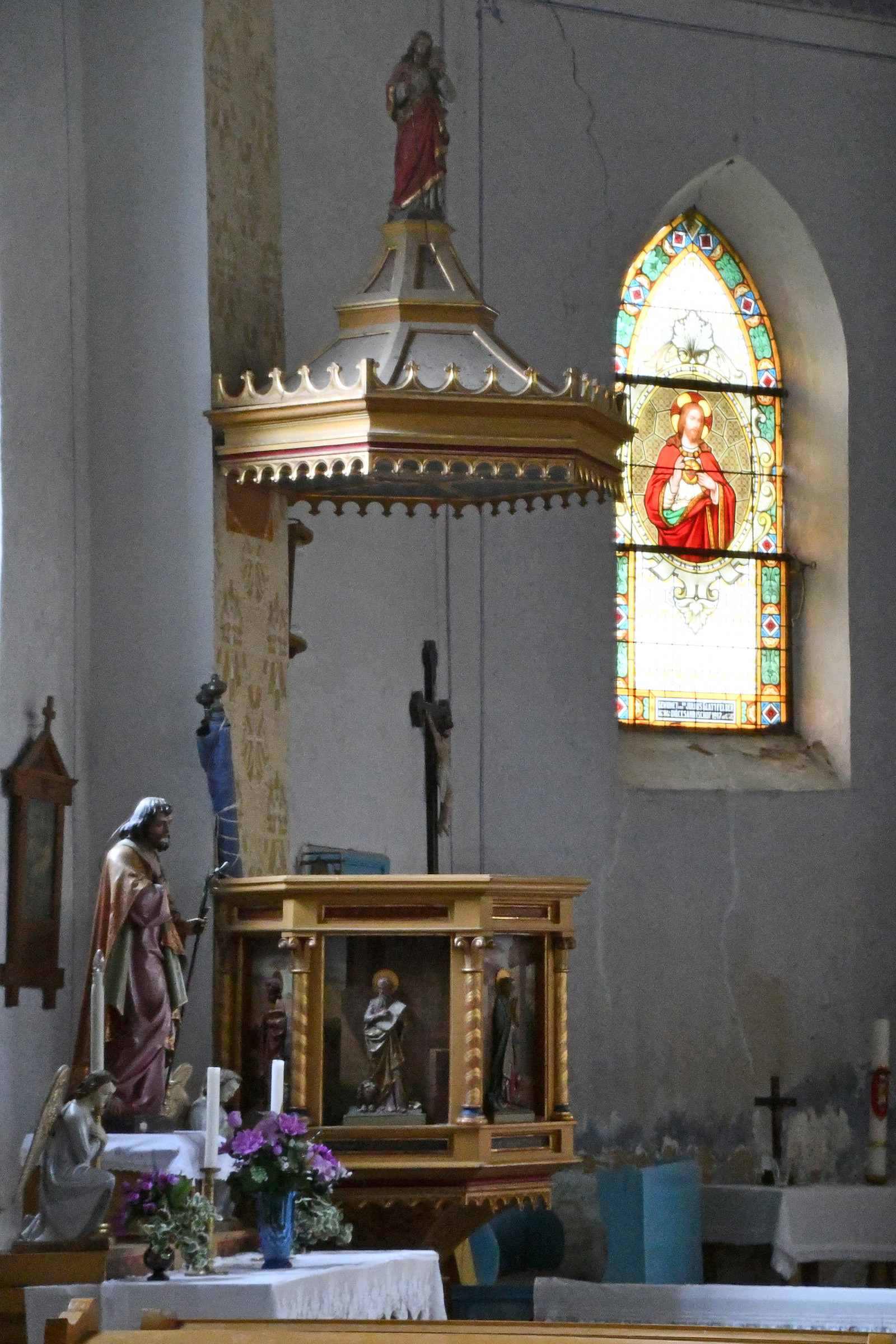
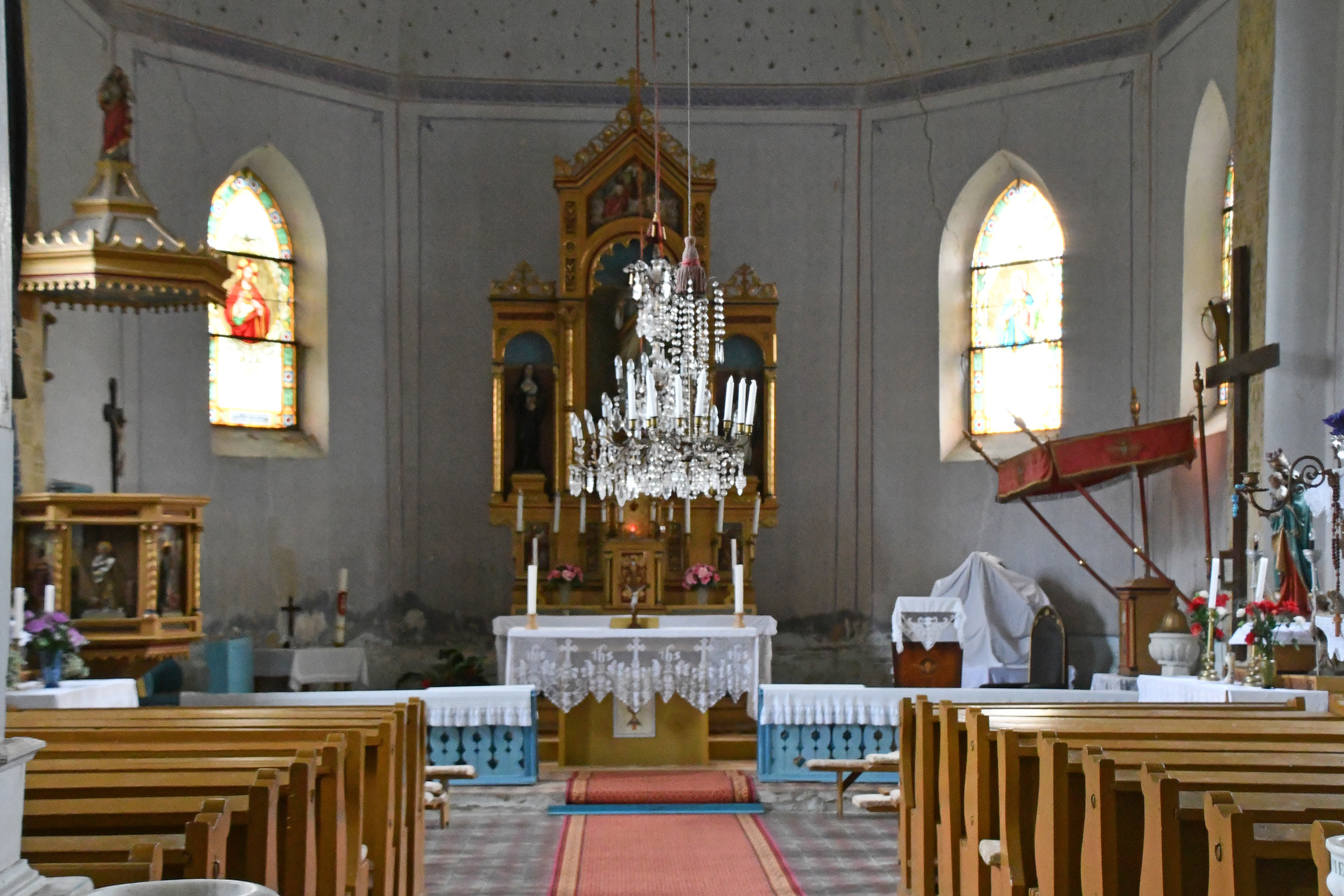

## Vezi și
- Brebu Nou, Caraș-Severin

## Imagini din exterior

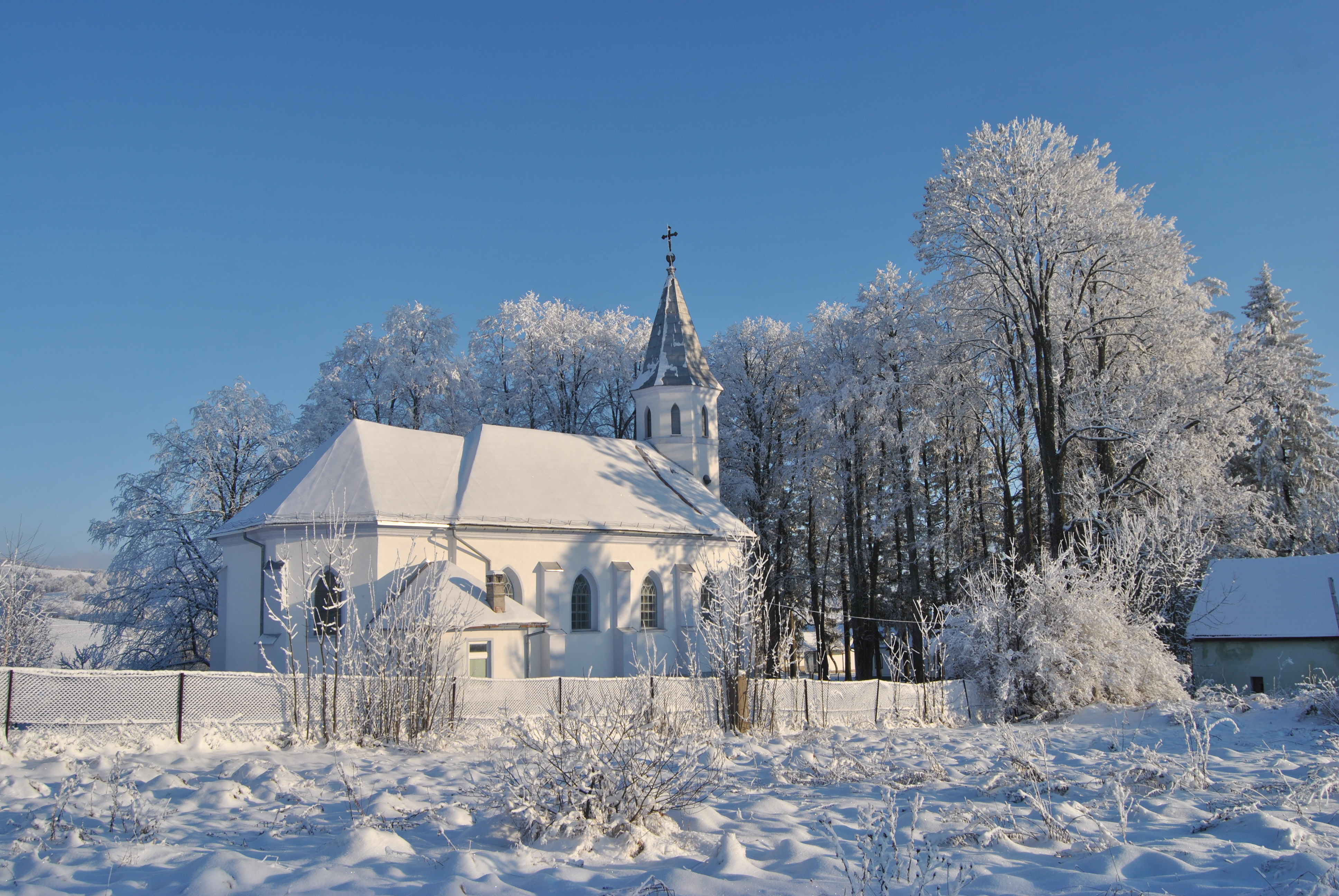
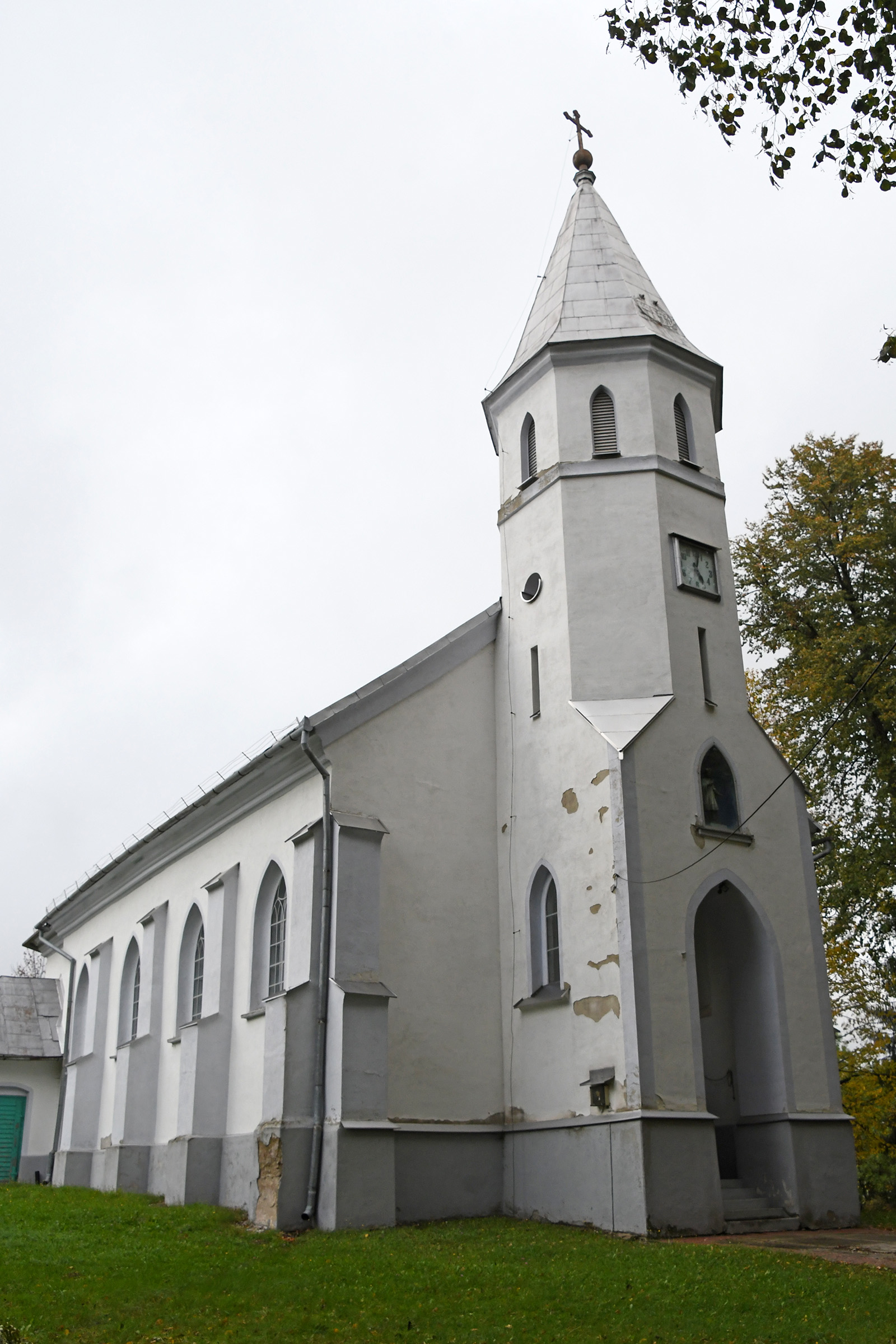
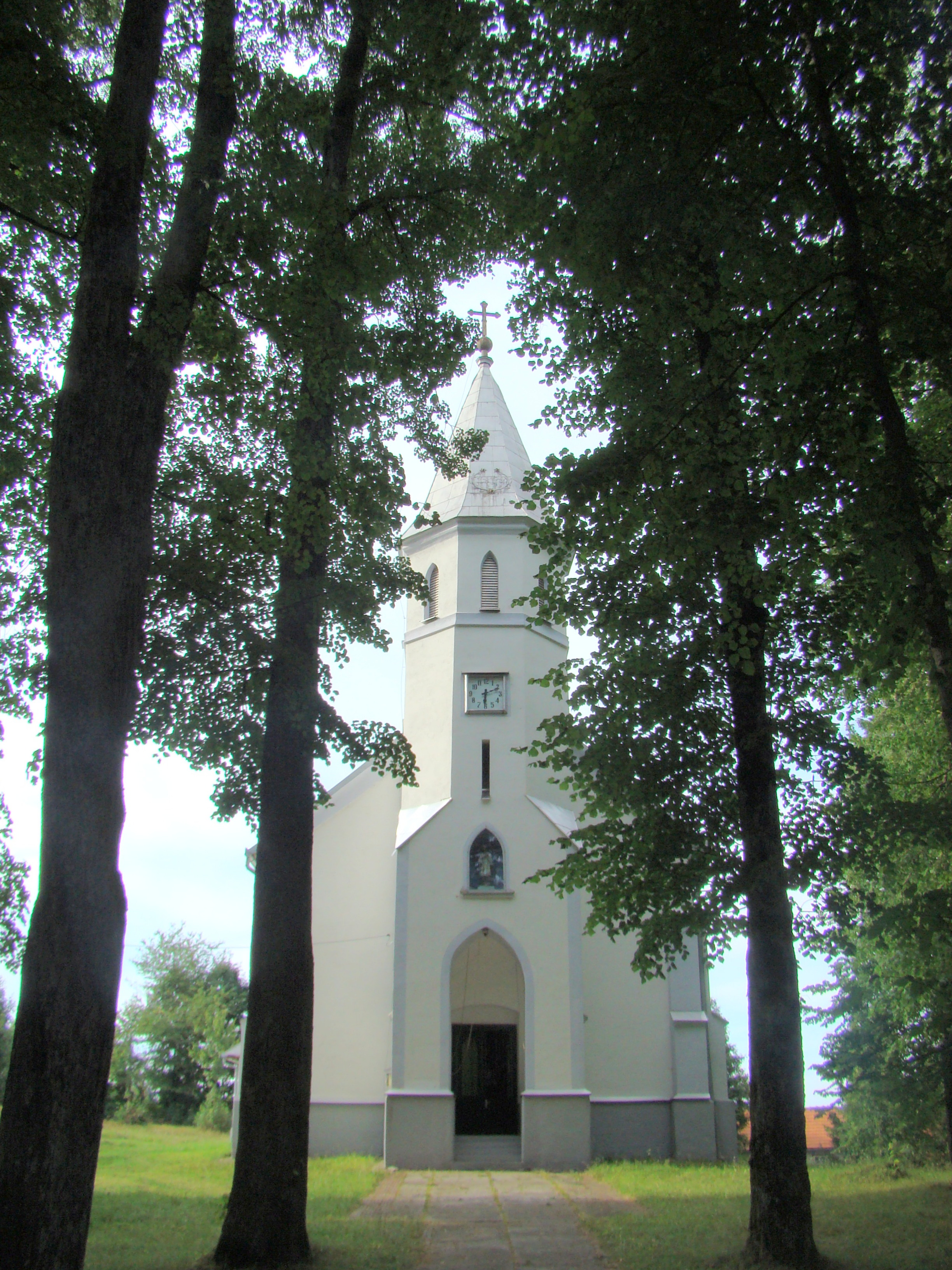
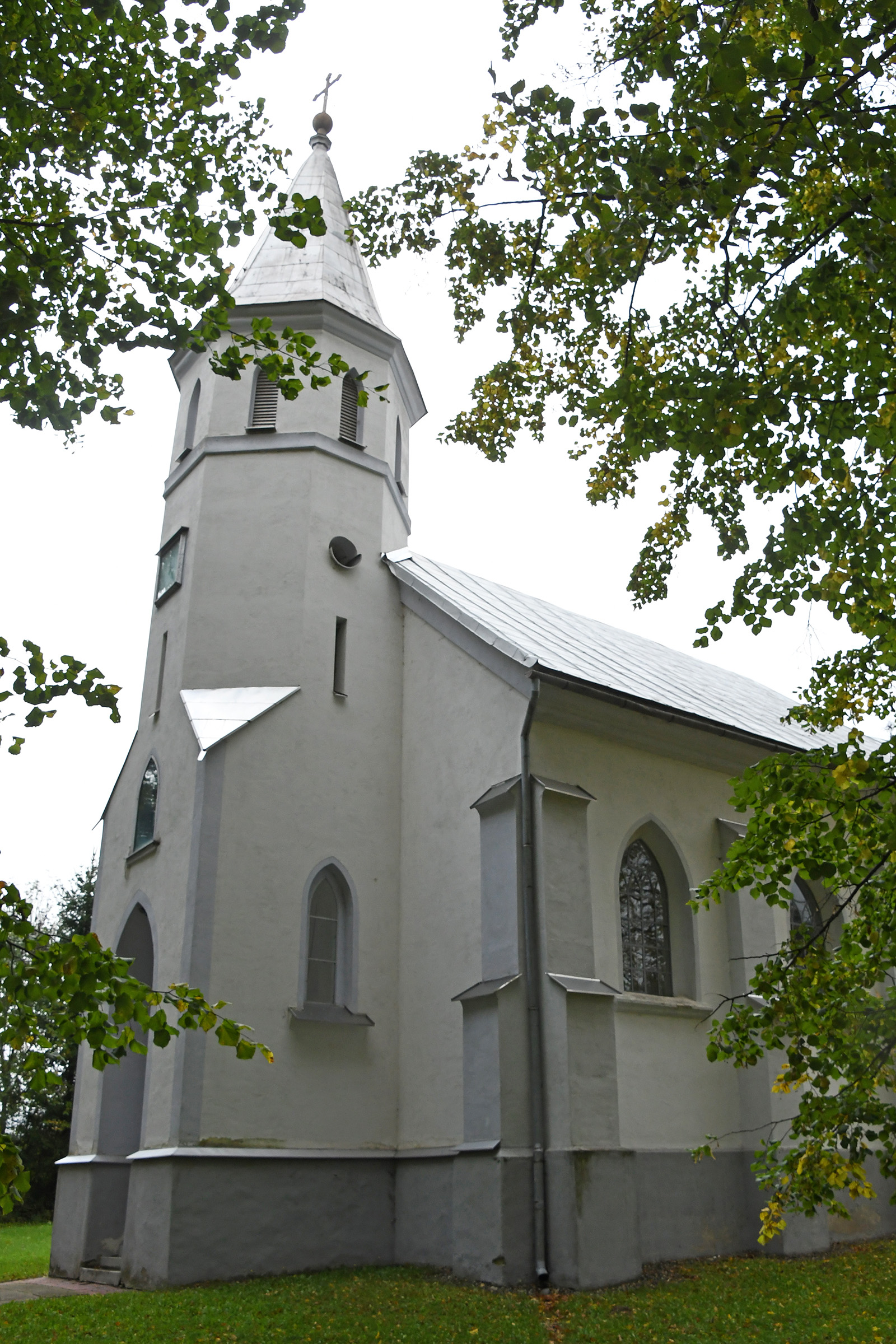
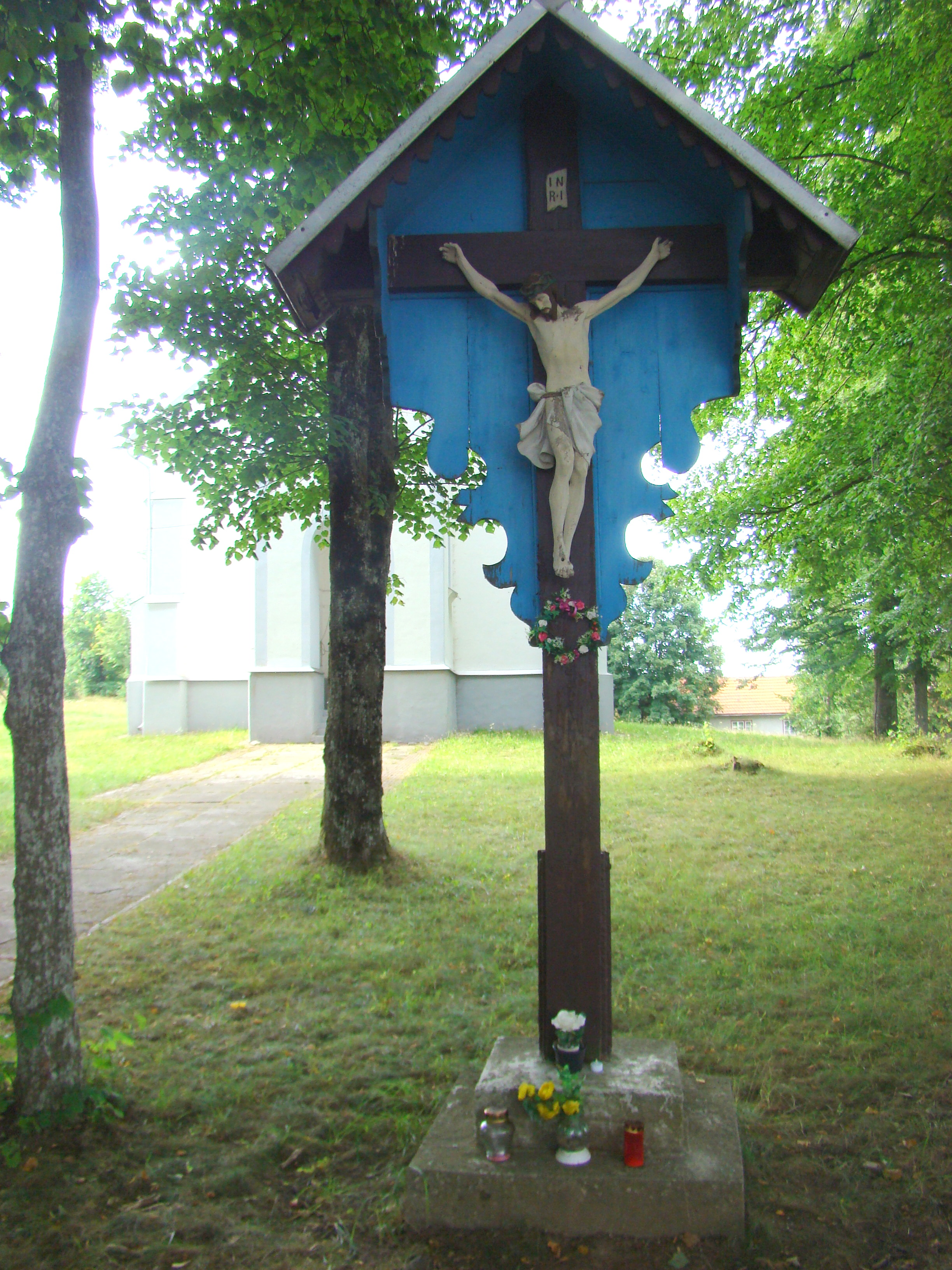
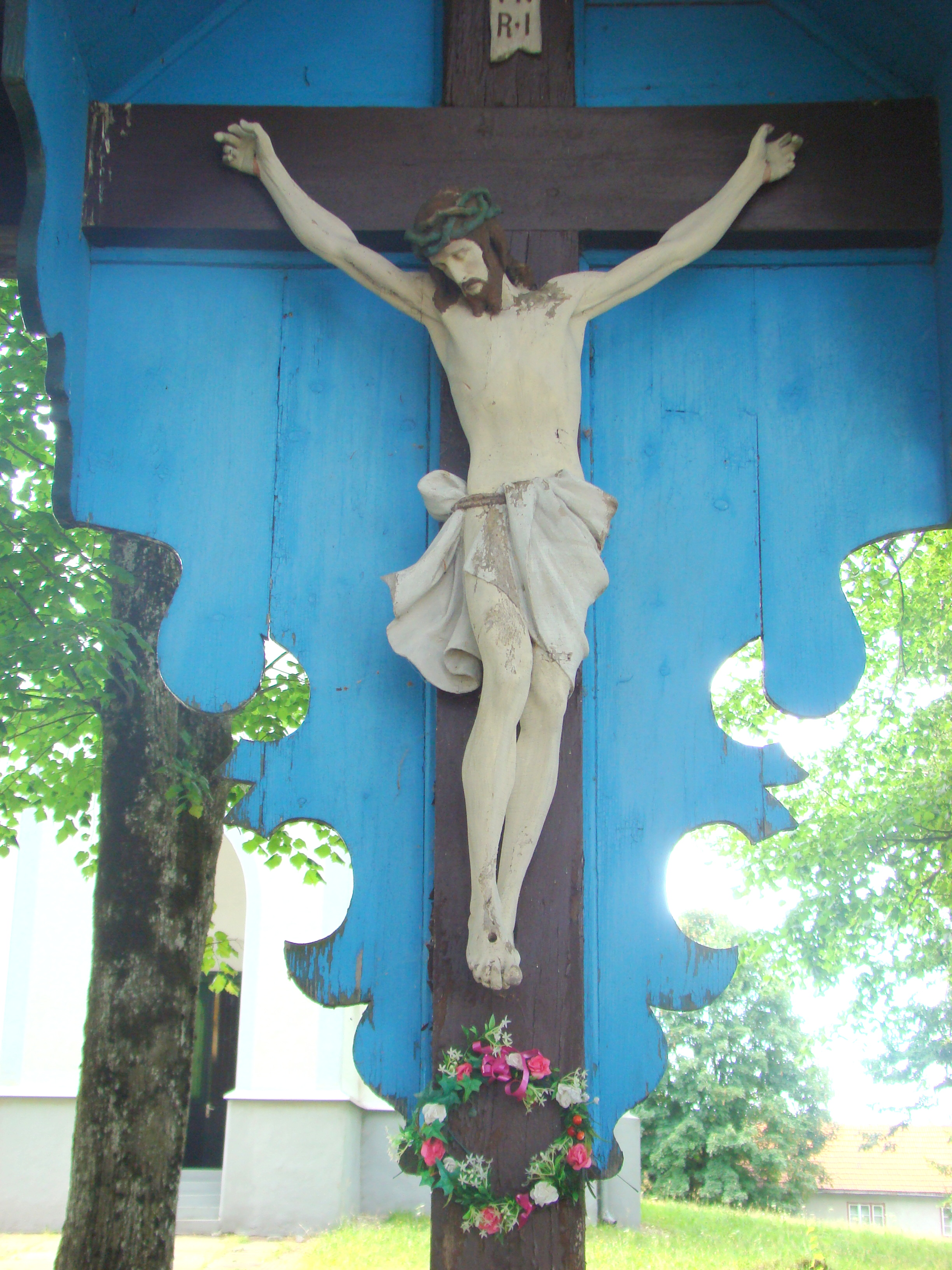
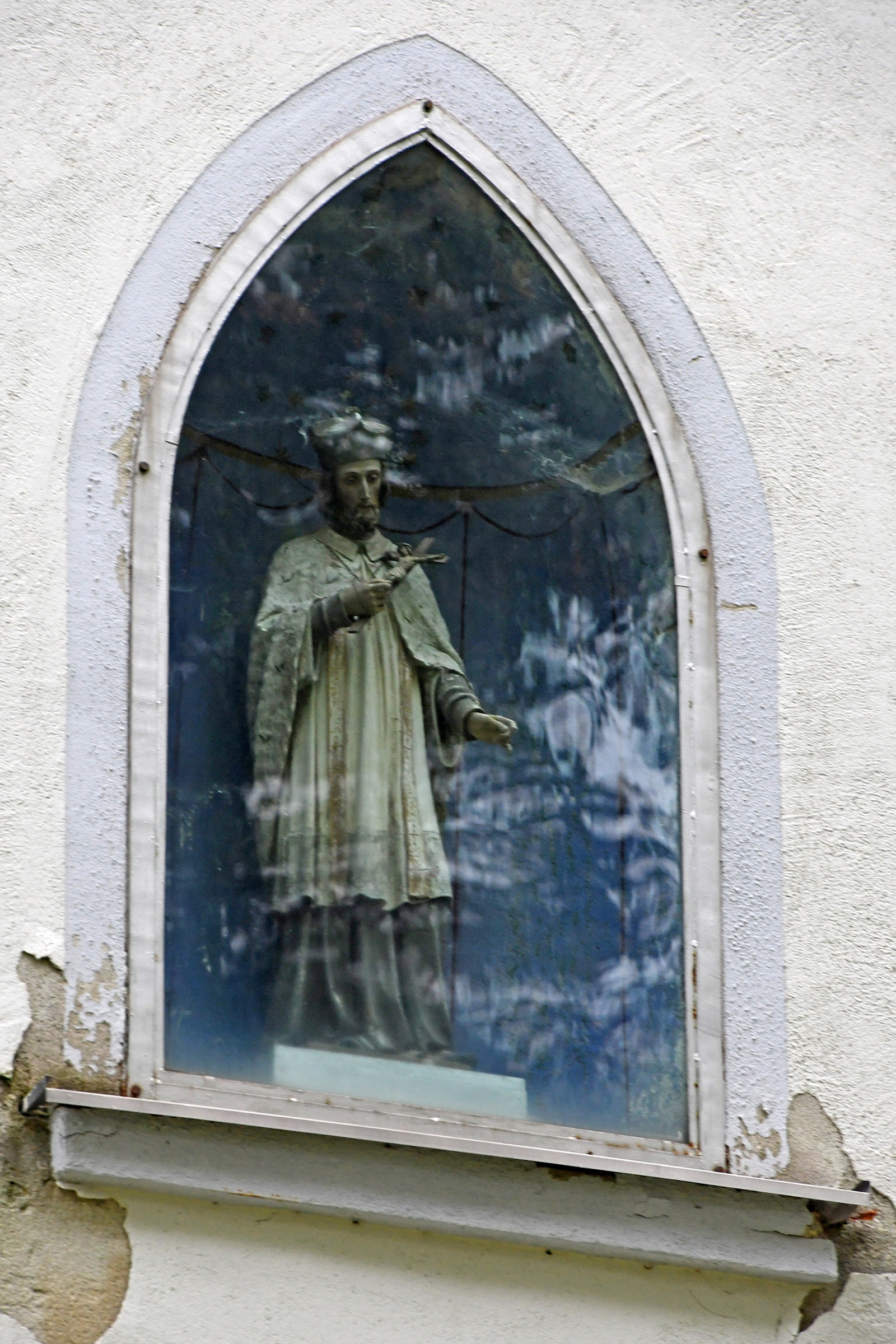
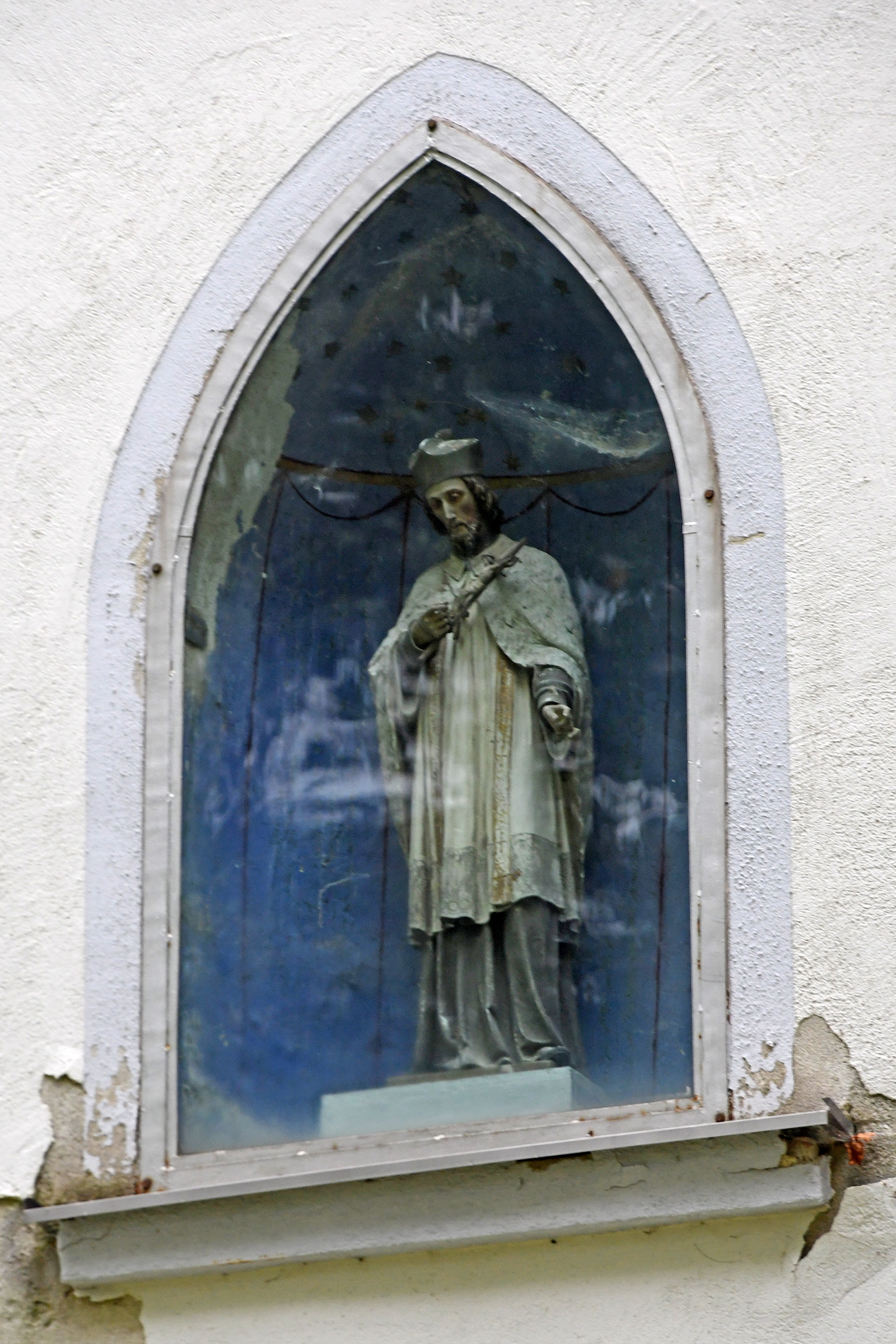
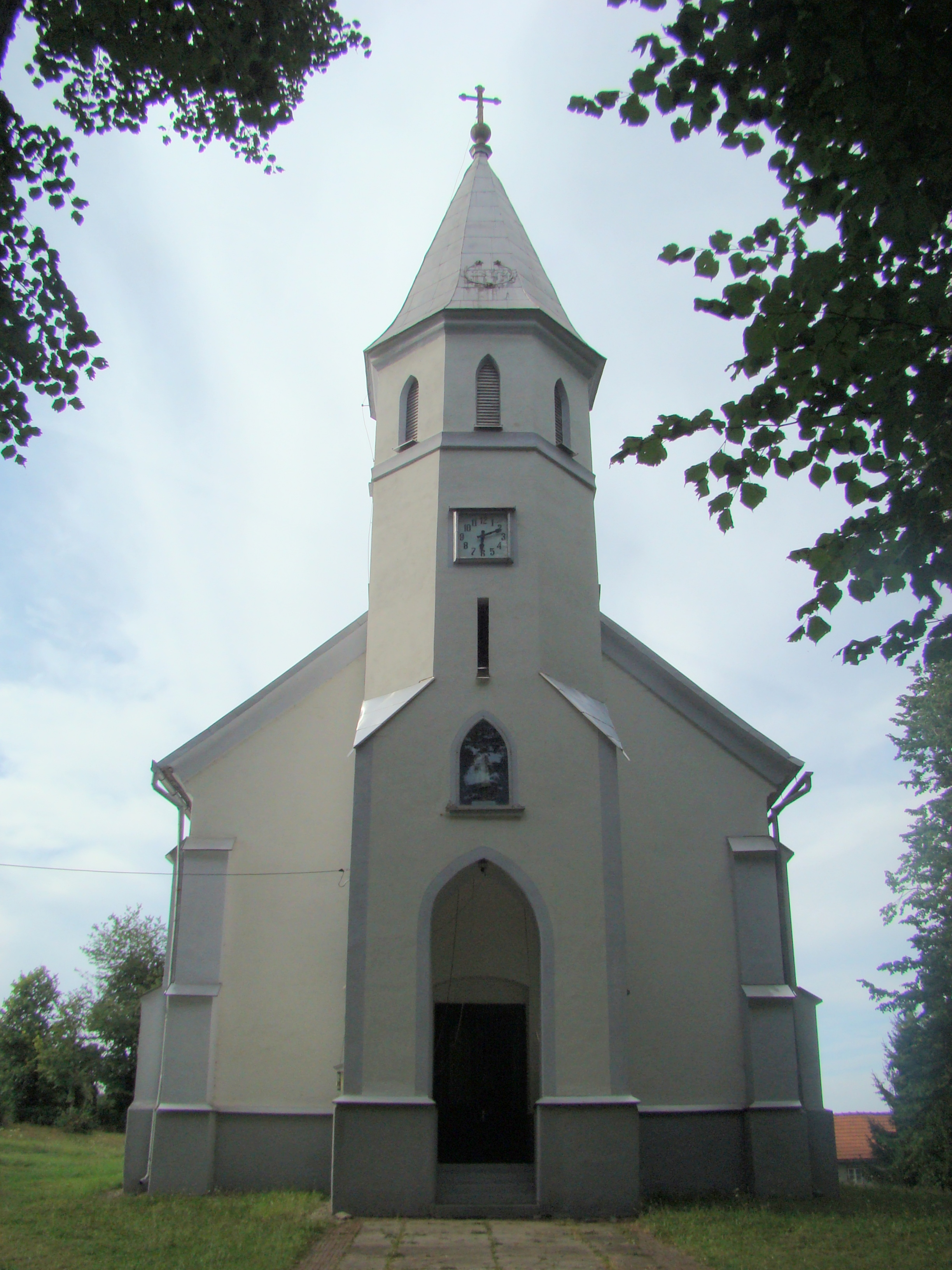
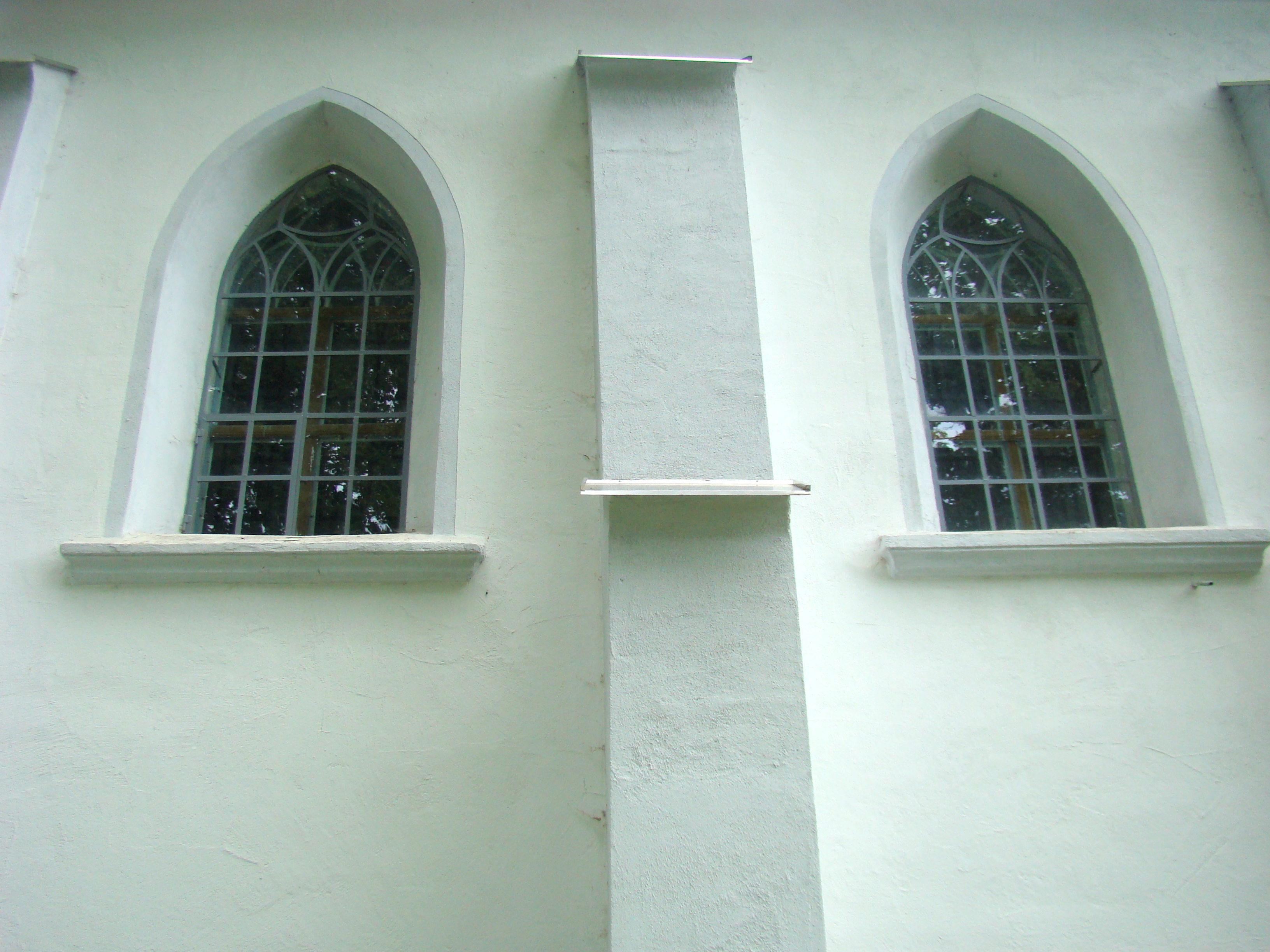
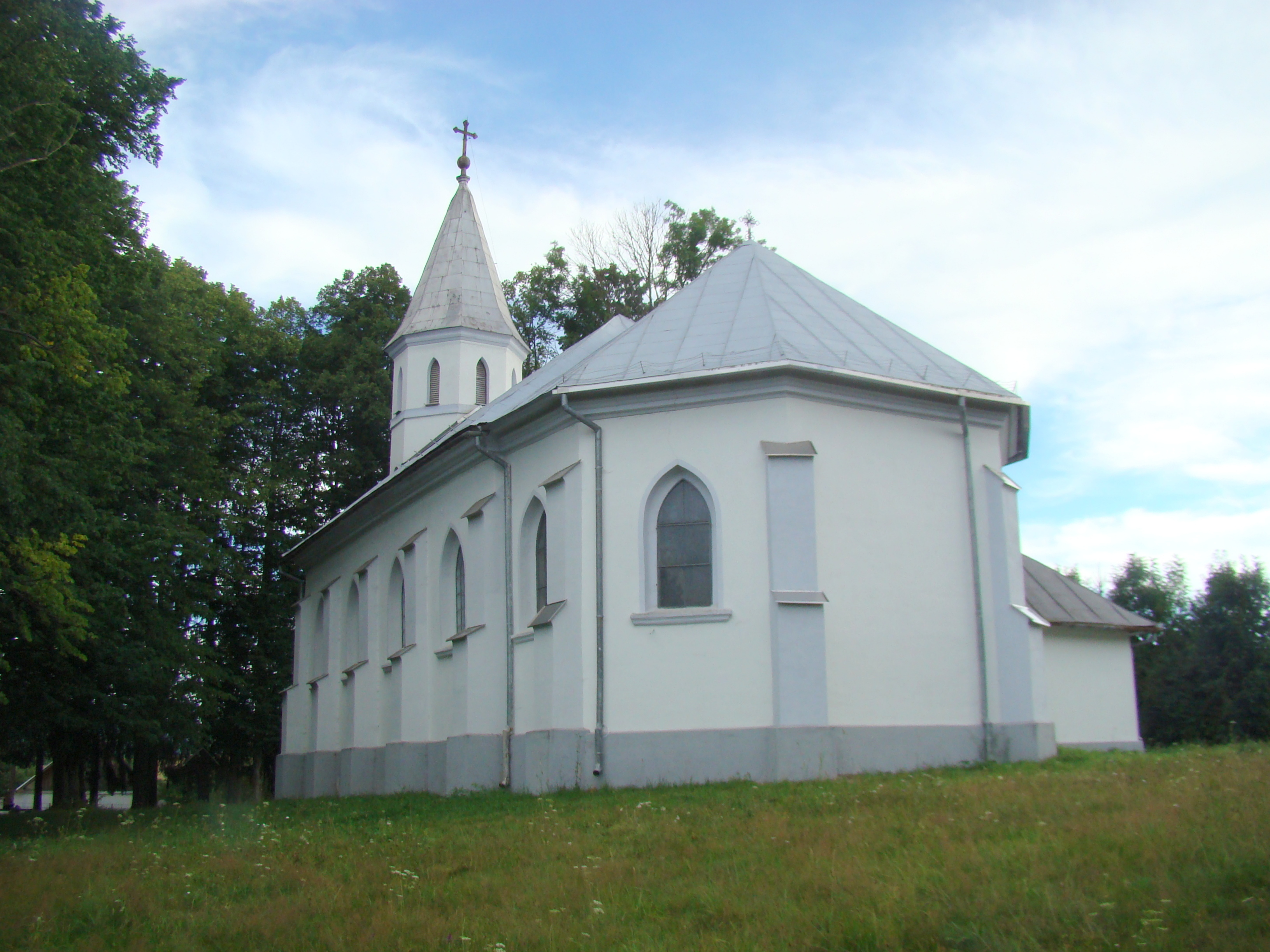
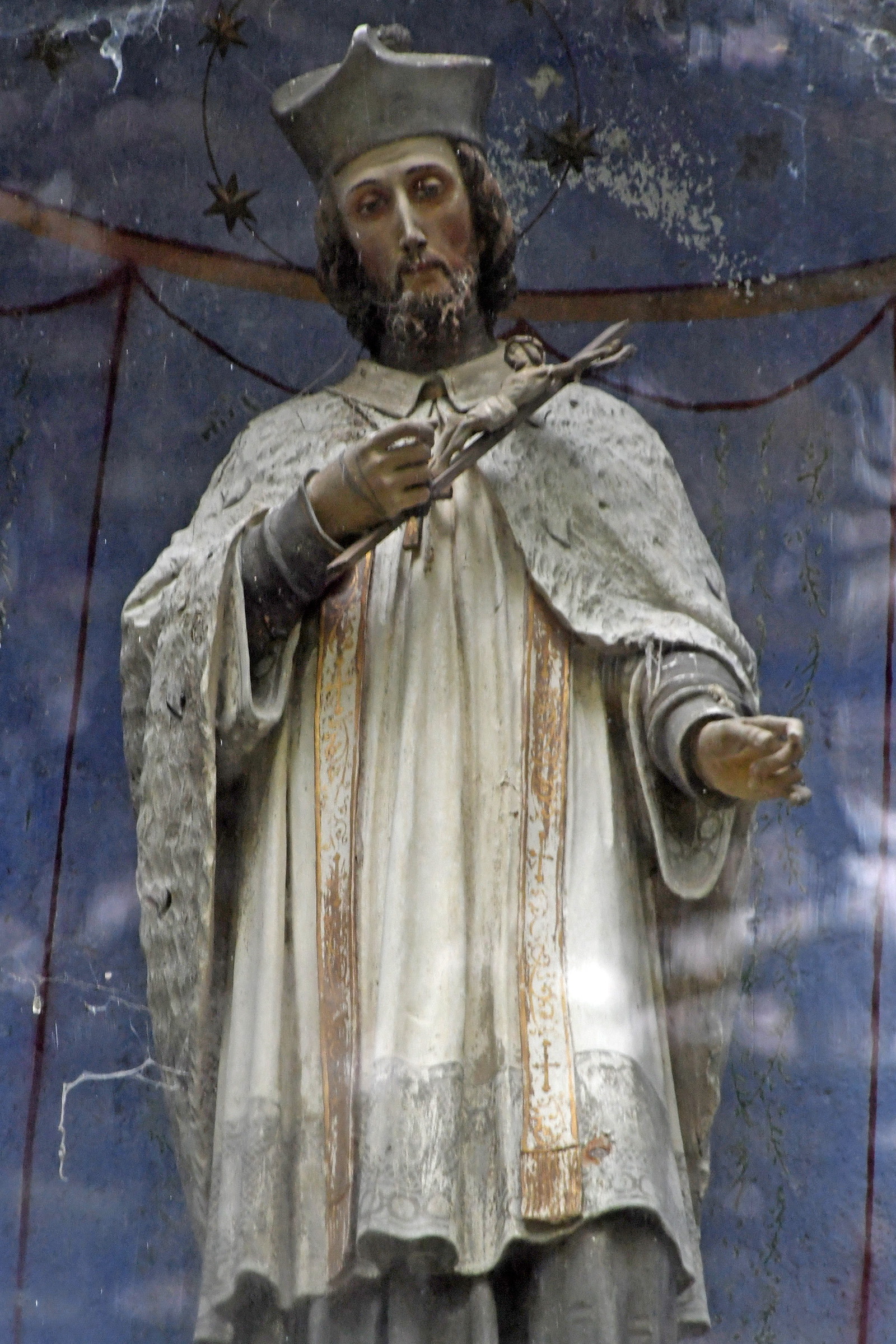
Sfântul Ioan Nepomuk
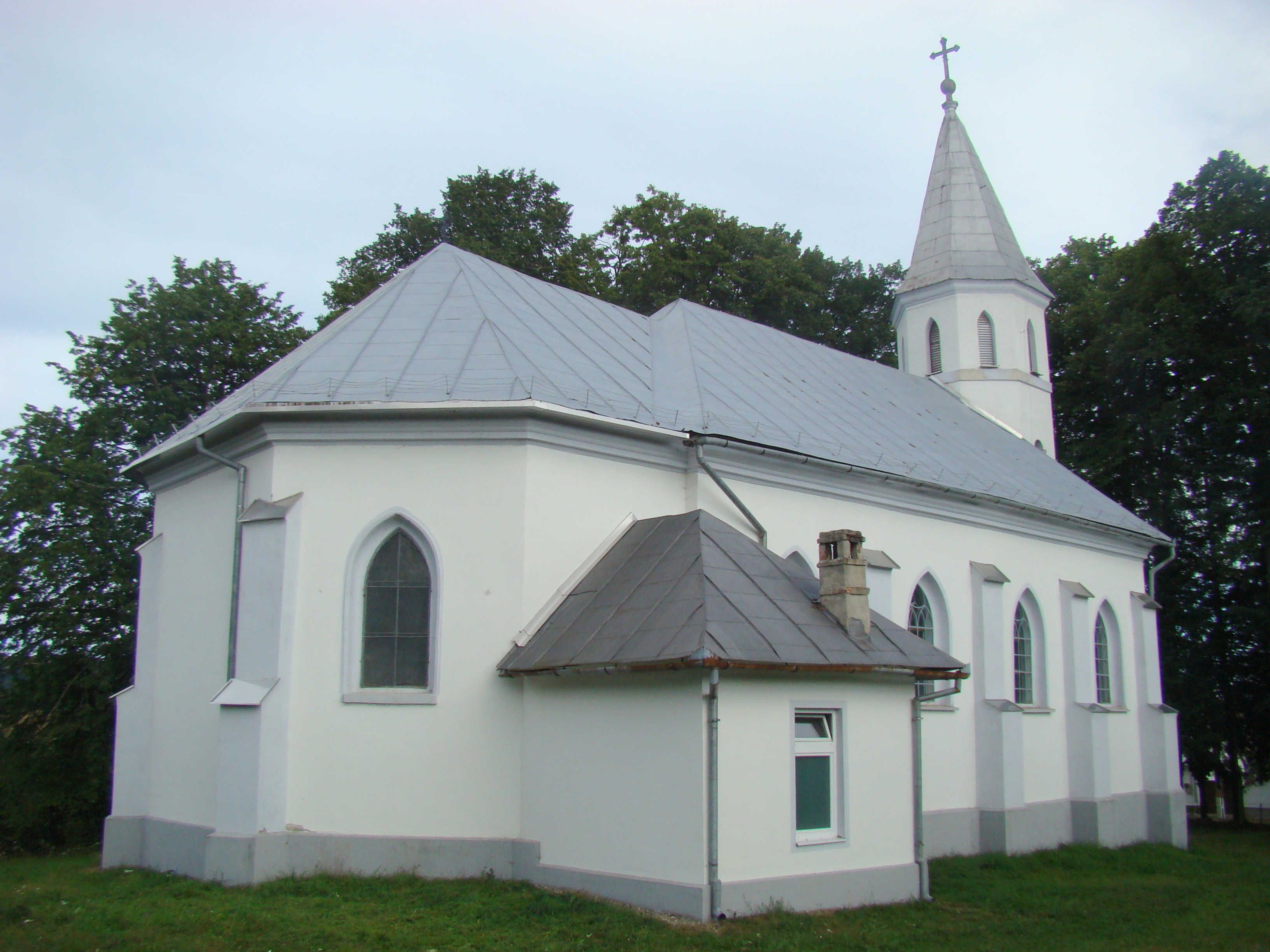